# Guerra de Ifni
A Guerra de Ifni ou Guerra Esquecida (Guerra Olvidada como é conhecida em Espanha) tratou-se de uma série de incursões armadas ao Saara Ocidental por rebeldes marroquinos e rebeldes saaraui iniciada em outubro de 1957 e que culminou no cerco à cidade de Sidi Ifni. A guerra, que pode ser vista como uma parte do movimento geral de descolonização que percorreu a África na segunda metade do século XX, foi levada a cabo numa fase inicial por elementos do Exército de Libertação de Marrocos que dedicaram uma considerável parte dos seus recursos à captura das possessões espanholas.

## Causas
A cidade de Sidi Ifni foi incorporada no Império Colonial Espanhol em 1860. As seguintes décadas de colaboração Franco-Espanhola resultaram na criação e expansão de protetorados espanhóis a sul da cidade e a influência espanhola obteve reconhecimento internacional na Conferencia de Berlim de 1884. Em 1946, as várias colónias na região foram consolidadas com a formação da África Ocidental Espanhola. Imediatamente após ter obtido a sua independência de França em 1956, Marrocos revelou interesse nas possessões espanholas, declarando que eram historicamente e geograficamente parte do território marroquino. O Sultão marroquino Mohammed V encorajou os esforços para retomar a terra e financiou pessoalmente conspiradores contra Espanha em Ifni.

## O rebentar da guerra
A 10 de Abril surgem violentas demonstrações contra o domínio estrangeiro em Ifni, seguidas por conflitos civis e uma onda de assassinatos a leais a Espanha. Em retaliação, o Generalíssimo Franco enviou dois batalhões da Legião Espanhola para El Aaiún em junho. A mobilização militar espanhola acabou por fazer convergir o exército marroquino perto de Ifni. A 23 de outubro, duas aldeias nos subúrbios de Sidi Ifni, Goulimine e Bou Izarguen, foram ocupadas por 1500 soldados marroquinos (Moukhahidine).
Outros dois batalhões espanhóis chegaram ao Saara espanhol ainda antes das hostilidades terem começado.

### O assalto a Ifni
A 21 de novembro os serviços secretos espanhóis em Ifni informaram que ataques marroquinos perto de Tafraut estavam iminentes. Dois dias mais tarde as linhas de comunicação espanholas foram cortadas e uma força de 2000 homens tomam de assalto quartéis espanhóis e armazéns em Ifni e nas redondezas. Embora a investida marroquina em Sidi Ifni tenha sido repelida com facilidade, dois postos espanhóis nas redondezas foram abandonados face aos ataques e muitos outros mantiveram-se sob cerco apertado.

#### Tiluin
Em Tiluin, 60 atiradores num conjunto composto por membros do exercito e milícias locais, esforçaram-se para repelir uma força de centenas de marroquinos. A 25 de Novembro um esquadrão de cinco bombardeiros C.A.S.A. 2.111 (variante espanhola do Heinkel He 111), bombardearam posições inimigas, enquanto outros cinco aviões de carga C.A.S.A. 352 (variante espanhola do Junkers Ju 52 3M) deixaram 75 paraquedistas no posto. A 3 de Dezembro, soldados do 6º batalhão da Legião espanhola chegaram e puseram termo ao cerco, retomando o aeródromo. Todo o pessoal militar e civil foi então evacuado para Sidi Ifni.

#### Telata
A libertação de Teleta deu-se com menos sucesso. Em 24 de Novembro saiu de Sidi Ifni uma companhia de paraquedistas da Legião Espanhola a bordo de camiões, sob o comando do Capitão Ortiz de Zárate. O terreno acidentado e as frequentes emboscadas marroquinas forçaram os espanhóis para fora da estrada e causaram vários feridos. Dois dias após a partida a companhia ficou sem comida. Com poucas munições, os espanhóis continuaram a marcha sendo alvos de repetidos ataques. Foram lançadas várias rações por aviões mas o número de mortos continuou a subir, entre eles o Capitão. A 2 de Dezembro uma coluna de infantaria irrompeu as linhas marroquinas e repeliu o cerco.

### O cerco a Sidi Ifni
Os ataques marroquinos iniciais foram bastante frutíferos. No espaço de duas semanas os marroquinos e aliados tribais tinham garantido já o controlo de grande parte de Ifni, isolando a infantaria espanhola da capital. Ataques simultâneos lançados por todo o Saara espanhol permitiram aos marroquinos capturar postos e emboscar patrulhas. Na esperança de criar revoltas em Sidi Ifni as forças marroquinas, agora reforçadas, iniciaram o cerco à cidade. No entanto este esforço foi em vão, pois as defesas espanholas estavam além das estimativas marroquinas. Com recursos trazidos pela Marinha Espanhola e quilómetros de trincheiras e postos, Sidi Ifni com cerca de 7500 soldados provou ser impugnável. O cerco, que durou até Junho de 1958, foi monótono e deu-se praticamente sem derrame de sangue, pois tanto Espanha como Marrocos tinham concentrados os seus recursos em terras do Saara.

### A reconquista do Saara espanhol
Em Janeiro de 1958, Marrocos redobrou o seu empenho para com a campanha espanhola, reorganizando todas as unidades militares no território espanhol como o "Exército de Libertação do Saara". Os espanhóis foram atacados em El Aaiún mas venceram e forçaram os marroquinos a concentrar os esforços a sudeste. No entanto, pequenos grupos de homens com espingardas escondidos em dunas perto de postos espanhóis atacavam batalhões que passavam despercebidos. Em Fevereiro, companhias Franco-Espanholas lançaram uma grande ofensiva que desmantelou com sucesso o Exército de Libertação de Marrocos. Pela primeira vez, um poder massivo aéreo europeu foi posto em ação quando França e Espanha fizeram descolar uma frota conjunta de 150 aviões. Os fortes montanhosos em Tan-Tan foram os primeiros a cair, bombardeados pelo ar e sofrendo ataques de rockets por terra. No dia 10 desse mês as forças marroquinas haviam já sido varridas de Edchera, Tafurdat e Smara. O exército espanhol em El Aaiún, em conjunto com as forças francesas lançaram um ataque final sobre os marroquinos a 21 de fevereiro, destruindo as concentrações do Exército de Libertação de Marrocos entre Bir Nazaran e Ausert.

## Consequências
Em 2 de abril os governos de Espanha e Marrocos assinaram o Tratado de Angra de Cintra. Marrocos obteve a região de Tarfaya (colónia de Cabo Juby). Espanha manteve o domínio sobre Ifni até 1969, quando sob pressão internacional (resolução 2072 das Nações Unidas de 1965), o território foi cedido a Marrocos. Só em 1975 o Saara Ocidental teve o mesmo destino. Marrocos renunciou a parte de Tinduf na zona de França, e a Mauritânia.